# أسفا ينينغا
نادي اتحاد فاسو ينيغا الرياضي (بالفرنسية: Association Sportive du Faso-Yennenga)‏ نادي كرة قدم بوركيني يلعب في دوري الدرجة الممتازة . تم تأسيس النادي في سنة 1947 .